# Ове дни
„Ове дни“ е български игрален филм от 1950 година на режисьора Яким Якимов.

## Актьорски състав
Не е налична информация за актьорския състав.